# Малая Чажма
Малая Чажма — река на полуострове Камчатка в России. Длина реки — 75 км. Площадь водосборного бассейна — 1080 км².
Протекает по границе Елизовского района и Усть-Камчатского района Камчатского края, по территории Кроноцкого заповедника.
Берёт истоки близ южных склонов горы Пёстрая Восточного хребта, на всём своём протяжении протекает в окружении невысоких сопок, впадает в Камчатский залив Тихого океана. В низовьях русло разбивается на несколько рукавов. Устье обрывистое, в центре расположен небольшой остров.

## Исторические сведения
Предположительно, гидроним Чажма имеет ительменское происхождение. Также известно другое ительменское название реки — Аан, в переводе «река, текущая в глубоком ущелье». Впервые отмечена на карте геодезиста И. Б. Евреинова в 1722 году. Через долину Чажмы раньше проходил кратчайший путь от западного берега Камчатского залива на Нижнекамчатский острог.

## Притоки
15 км: ручей Блудный
Игривый
28 км: река Ракитинская
36 км: река Иванова
40 км: ручей Бориса

## Данные водного реестра
По данным государственного водного реестра России относится к Анадыро-Колымскому бассейновому округу.
Код объекта в государственном водном реестре — 19070000212120000019346.